# Lintdiagram

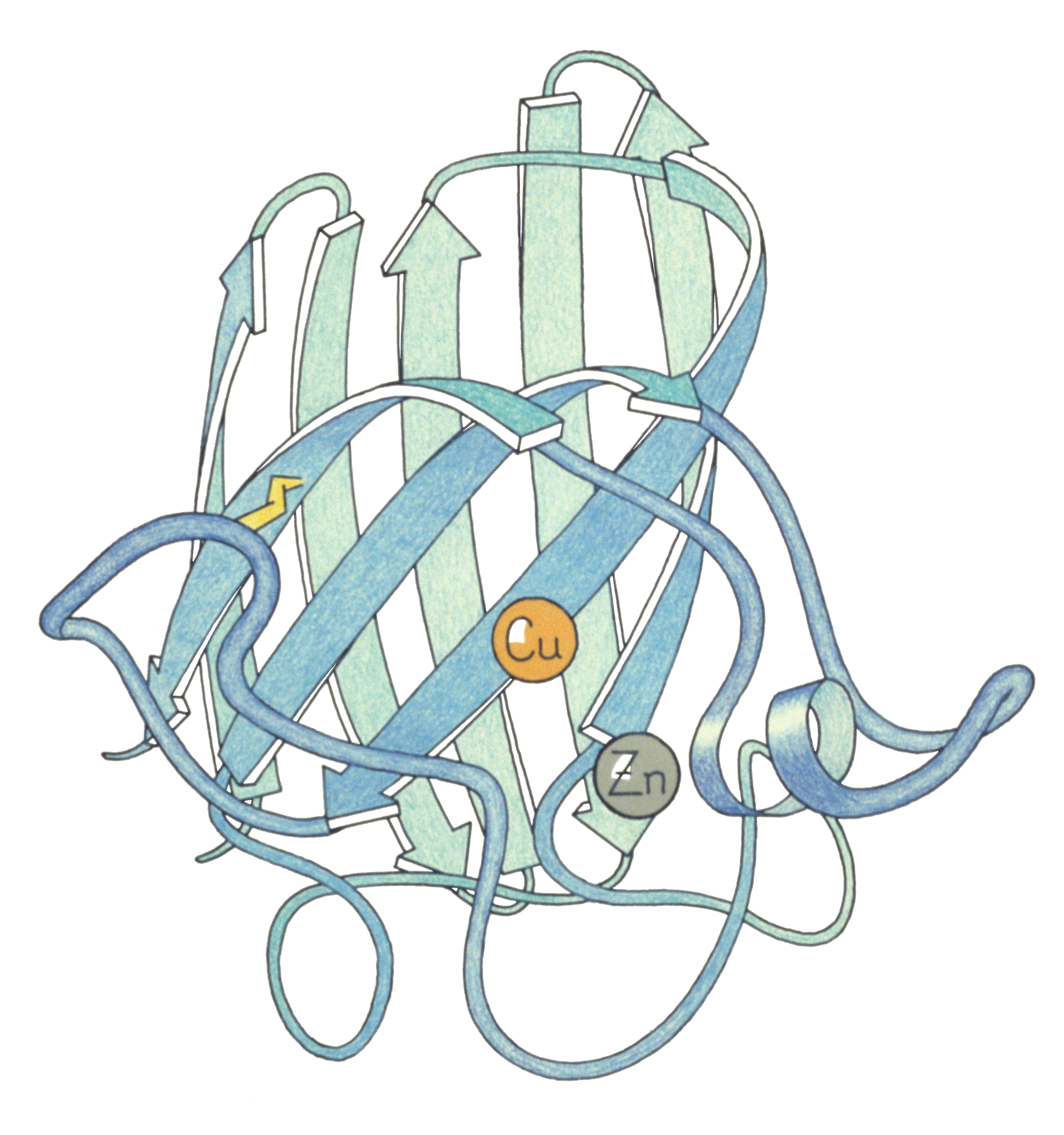
Een lintdiagram van superoxidedismutase, een enzym dat zuurstofradicalen wegvangt. Handgetekend door Jane Richardson, 1981.

Een lintdiagram (Engels: ribbon diagram) is een schematische representatie van de ruimtelijke structuur van een eiwitmolecuul. Met behulp van een lintdiagram kan men een globaal idee krijgen van de eiwitstructuur en van lokale vouwingselementen. Omdat secundaire structuren, zoals de alfa-helix of bèta-plaat, makkelijk zijn af te lezen aan een lintdiagram, is het een van de meest gebruikte manieren om een eiwit schematisch voor te stellen.
Lintdiagrammen worden gemaakt door een vloeiende lijn te trekken door de polypeptideruggengraat. Alfa-helices daarbij worden weergegeven als spiraliserende linten, β-strengen als min of meer evenwijdig lopende pijlen. Overige delen van het eiwit, die geen lokale vouwingen vertonen, worden weergegeven als dunne lussen. De richting van de polypeptideketen wordt duidelijk door de pijlen, en kan bovendien verduidelijkt worden door middel van een kleurverloop over de lengte van de eiwitketen.
Het idee van het lintdiagram werd ontwikkeld door de Amerikaanse eiwitchemicus Jane S. Richardson aan het begin van de jaren 1980.